# Eva und Volker A. Zahn

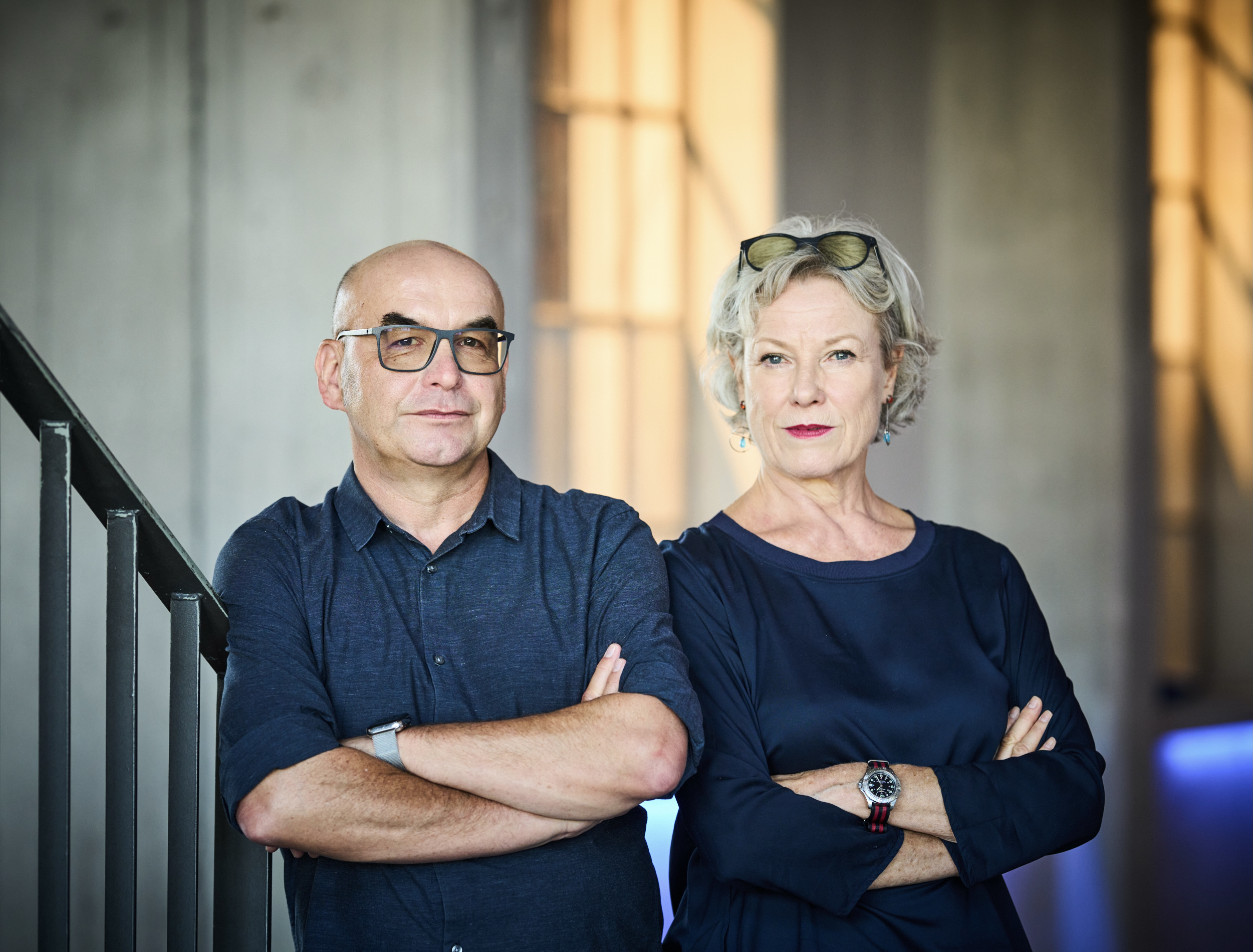
Drehbuchautoren-Duo Eva und Volker A. Zahn

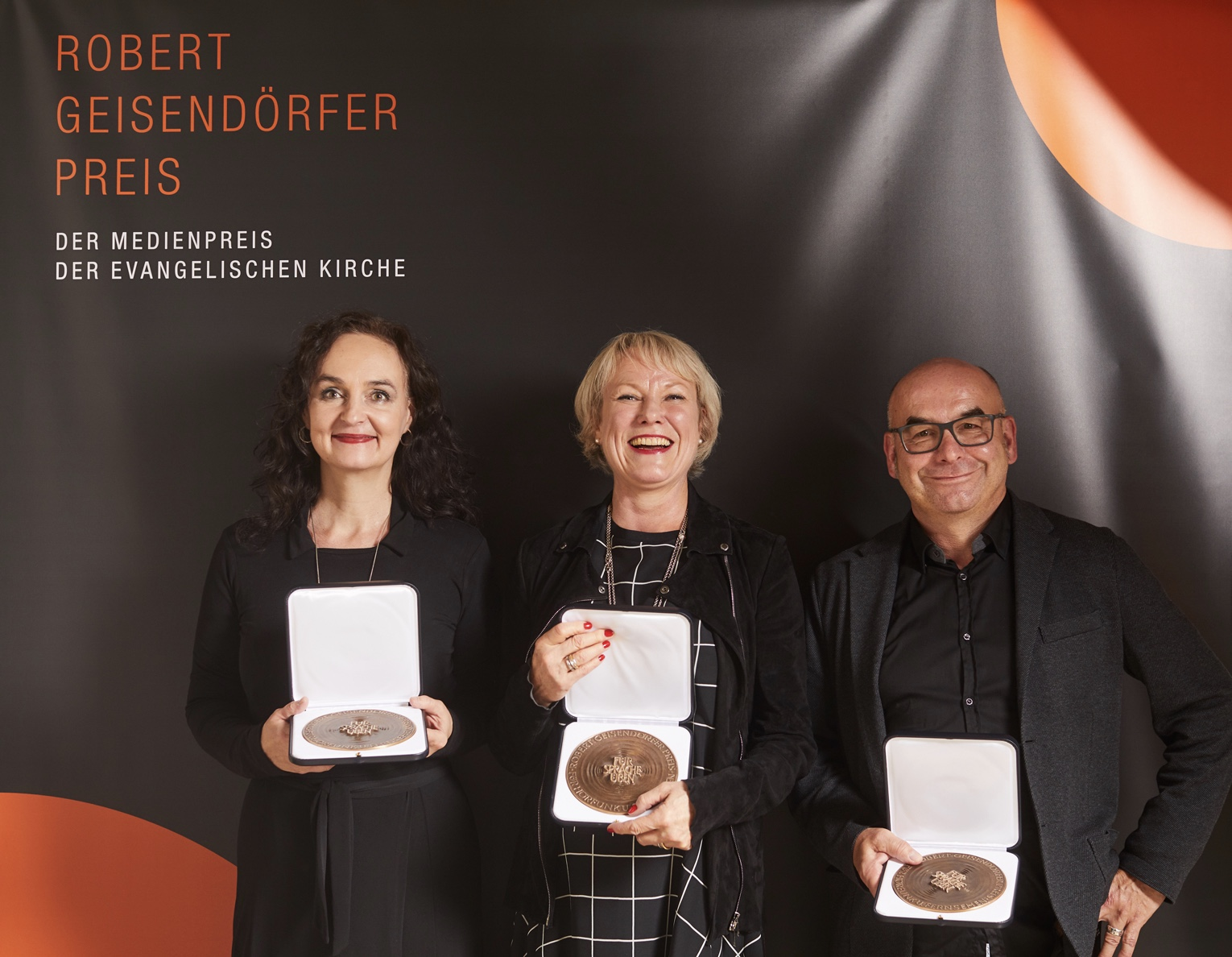
Am 16. Oktober 2018 wurden Eva und Volker A. Zahn zusammen mit Regisseurin Nicole Weegmann (ganz links) für ihren gemeinsamen Film „Das Leben danach“ mit dem Robert-Geisendörfer-Preis, dem Medienpreis der evangelischen Kirche, ausgezeichnet. Die Preisverleihung fand in München statt.

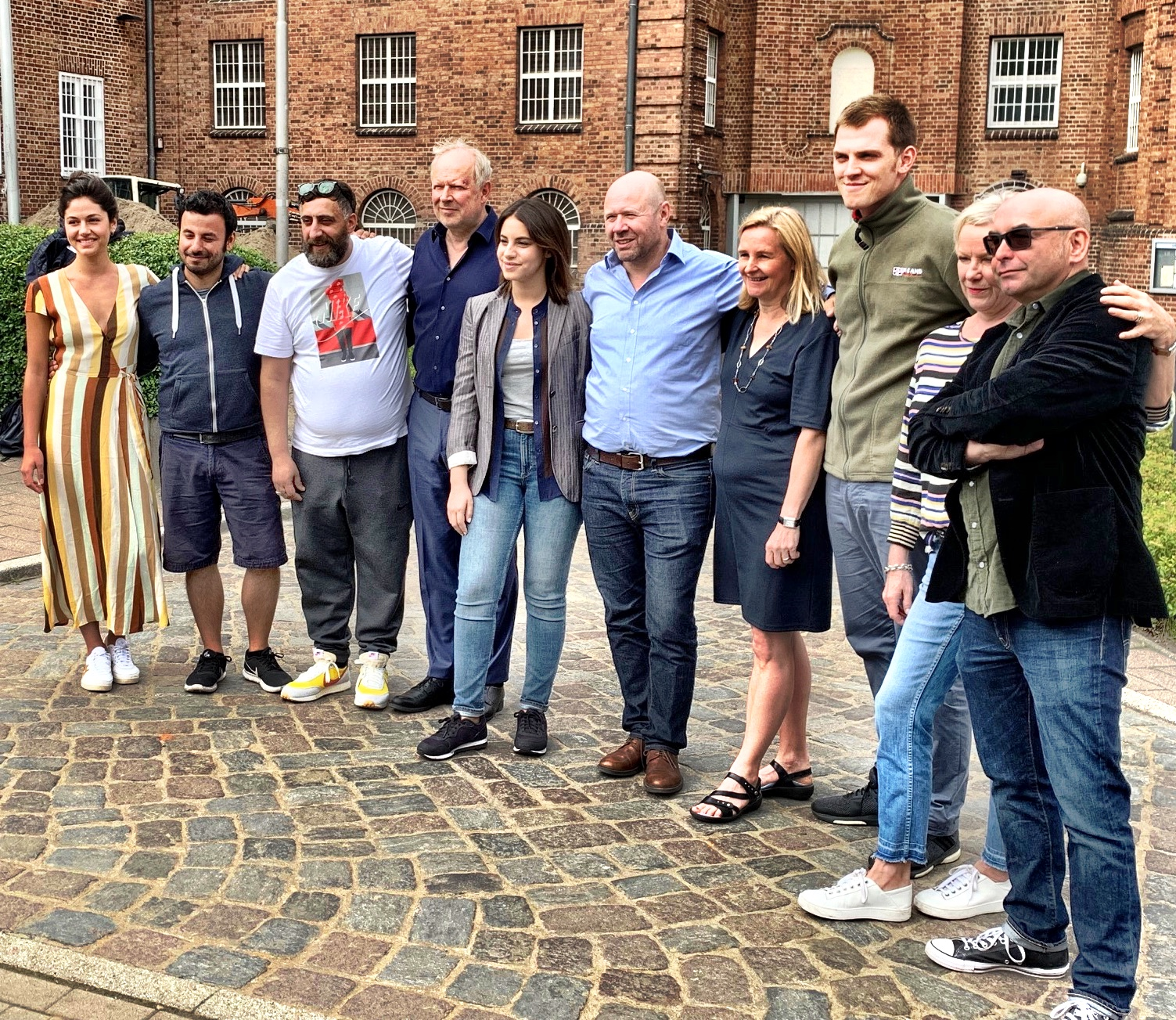
Eva und Volker A. Zahn (ganz rechts) mit dem Team des Kieler „Tatorts“ bei den Dreharbeiten zu „Borowski und der Fluch der weißen Möwe“ im August 2019

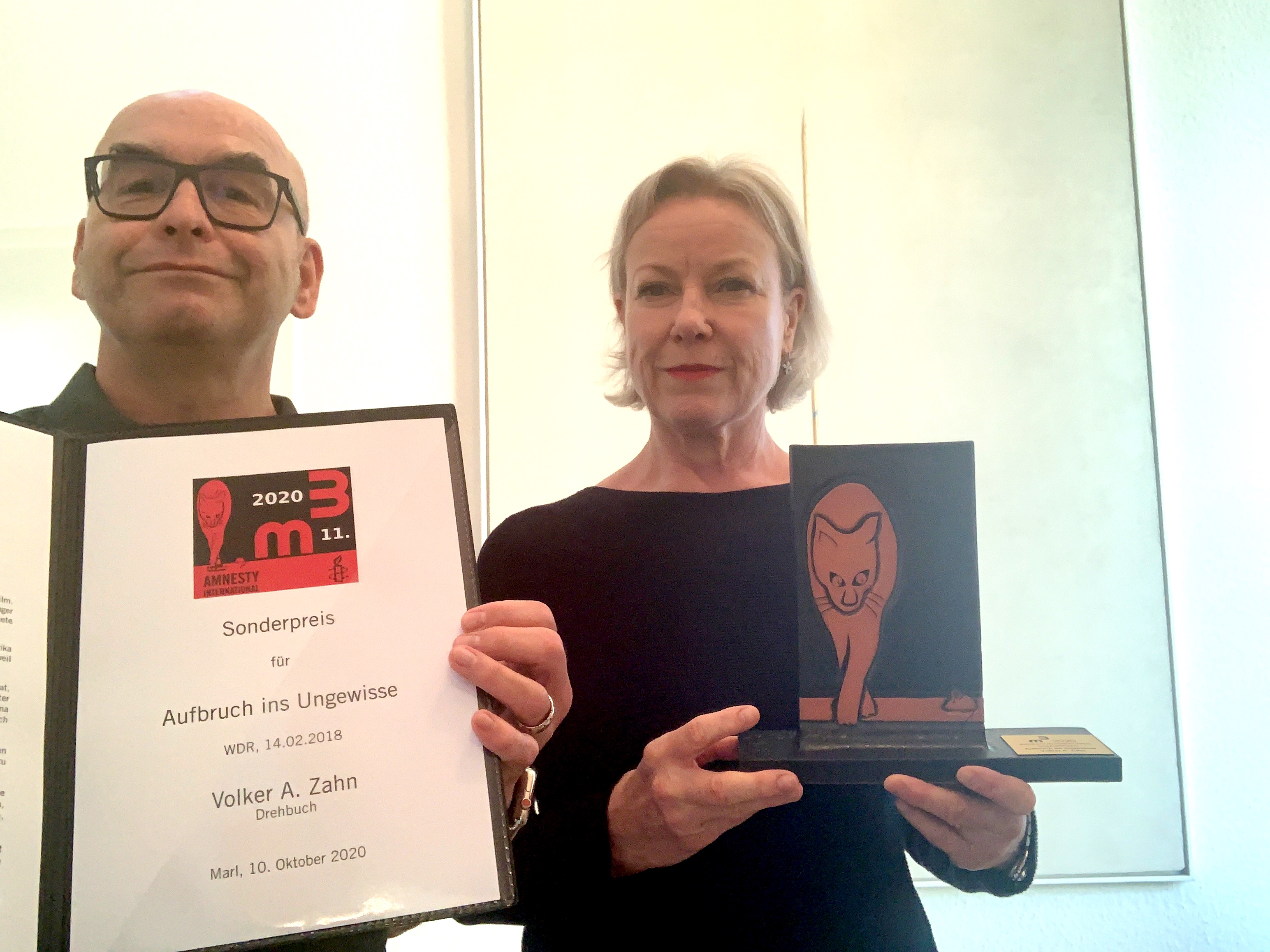
Für ihr Drehbuch zum Migrations-Drama „Aufbruch ins Ungewisse“ wurden Eva und Volker A. Zahn im Oktober 2020 mit dem Marler Medienpreis Menschenrechte von Amnesty International gewürdigt.

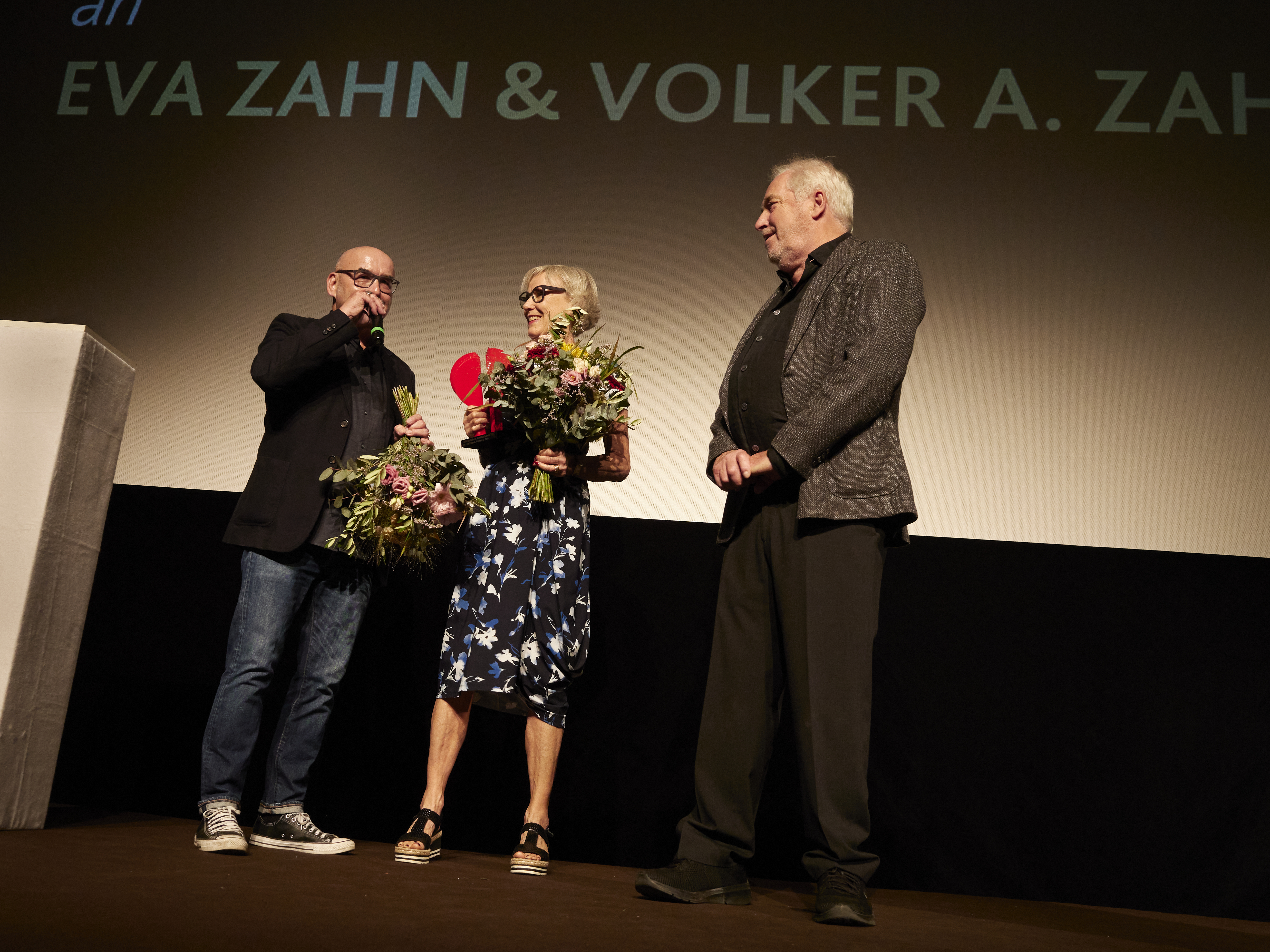
Am 1. September 2022 wurden Eva und Volker A. Zahn beim „Festival des deutschen Films“ mit dem „Ludwigshafener Drehbuchpreis“ ausgezeichnet. Die Laudatio hielt Festivalleiter Michael Kötz (rechts)

Eva Zahn (* 1960 in Karlsruhe) und ihr Ehemann Volker A. Zahn (* 13. Oktober 1961 in Neheim-Hüsten, Nordrhein-Westfalen) sind deutsche Drehbuchautoren und Journalisten.

## Leben

### Eva Zahn
Nach dem Abitur und Studium der Geschichte und Sozialpsychologie in Köln war Eva Zahn seit 1985 Autorin und Redakteurin bei einer Stadt-Illustrierten. Ab 1989 schrieb sie als freie Journalistin unter anderem für die Frauenzeitschriften Petra, Marie Claire, Elle, Harpers Bazar sowie für die deutsche Ausgabe des Playboy, bis sie 1991 vom Fernsehsender RTL als Redakteurin und Chefin vom Dienst für verschiedene Magazinsendungen verpflichtet wurde. Seit 1993 ist Eva Zahn hauptberufliche Drehbuchautorin.

### Volker A. Zahn
Volker A. Zahn studierte nach dem Abitur Geschichte, Politik und Germanistik in Köln. Seit 1982 arbeitete er als freier Autor für verschiedene Stadtmagazine, konkret und als Ko-Autor bei verschiedenen Buchprojekten (unter anderem Die Republikaner – Phantombild der Neuen Rechten von Claus Leggewie). Von 1988 bis 1989 war er Chefredakteur einer Kölner Stadt-Illustrierten, danach Redakteur und Autor beim Wiener. Nach einem satirischen Beitrag im „Wiener“ verurteilte ihn das Amtsgericht München 1991 wegen Verunglimpfung des Freistaats Bayern zu 40 Tagessätzen a 60 Mark. Zahn hatte in einer politischen Abrechnung die Zustände im CSU-regierten Freistaat mit der DDR verglichen und Bayern als „Irrenhaus der Republik“ bezeichnet. Die Verteidigung hatte unter Berufung auf die feuilletonistische Form der Satire wie beispielsweise bei Kurt Tucholsky oder Helmut Qualtinger auf Freispruch plädiert. Von 1992 bis 2002 arbeitete Volker A. Zahn als Autor und Textredakteur für den deutschen Playboy. Seit 1992 schreibt er gemeinsam mit seiner Frau Eva Zahn Drehbücher.

### Gemeinsame Arbeit als Drehbuchautoren
Zusammen schrieben Eva und Volker A. Zahn mehr als 140 verfilmte Drehbücher, unter anderem für die ZDF-Reihen Bella Block, Das Duo und Ein starkes Team sowie für die ARD-Krimireihe Tatort. In der Filmbiografie Kolle – Ein Leben für Liebe und Sex porträtierten sie im Jahre 2002 den Sexualaufklärer Oswalt Kolle, und für ProSieben entstand 2005 die Teenie-Komödie Plötzlich berühmt. Außerdem zählte das Ehepaar viele Jahre zu den Stammautoren der ZDF-Krimiserie SOKO Leipzig.
Zu den wichtigsten Werken des Autorenpaars zählt unter anderem das Drehbuch zum TV-Drama Ihr könnt euch niemals sicher sein. Der Film über einen 17-Jährigen, der wegen eines aggressiven Rap-Textes verdächtigt wird, einen Amoklauf an seiner Schule zu planen, wurde mit zahlreichen nationalen und internationalen Preisen ausgezeichnet, unter anderem auch mit einem Grimme-Preis für die Autoren. Die „Berliner Zeitung“ lobte das „kluge Drehbuch“, in dem sich die Autoren nach Ansicht des „Tagesspiegels“ auch „einige Querverweise auf Goethe und Plenzdorf erlauben“.
Das Buch zum Gefängnis-Film „Schurkenstück“ erzählt die Geschichte einer Theater-Regisseurin, die versucht, mit fünf jungen Häftlingen ein Werk von Friedrich Dürrenmatt auf die Bühne zu bringen. Der Film wurde vom Branchen-Magazin „Funkkorrespondenz“ zu einem „der Höhepunkte des Fernsehjahrs 2010“ ernannt, die „Frankfurter Allgemeine Zeitung“ beklagte jedoch, das Drehbuch tausche eine „kontroverse Diskussion“ über Migrationsprobleme und Gewalt unter Jugendlichen „gegen politische Korrektheit ein“.
Die Drehbuch-Adaption des Romans „Mobbing“ von Annette Pehnt durch Eva und Volker A. Zahn bezeichnete das Branchenmagazin „epd medien“ als „kongenial“, und für die „Frankfurter Allgemeine Zeitung“ beweist der Film, „dass es erst eines Drehbuchs mit außergewöhnlichen Qualitäten und klugen Entscheidungen bedarf, um einen außergewöhnlich guten und klischeefernen Film zu drehen.“
Das Drehbuch zum ARD-Drama Das Leben danach erzählt die Liebesgeschichte von Toni und Sascha, deren Leben durch die Duisburger Loveparade-Katastrophe komplett aus den Fugen geraten ist. Das Skript entstand auf der Basis von Hunderten Gesprächen mit Hinterbliebenen und Betroffenen des Unglücks, bei dem am 24. Juli 2010 21 Menschen getötet und Hunderte verletzt wurden. „Spiegel online“ schreibt anlässlich dieses ARD-Films über die Arbeitsweise des Autorenpaars: „Mag am Anfang bei ihren Arbeiten das gesellschaftspolitische Sujet stehen, so ist dieses Sujet doch stets in einen sozialen Kosmos eingebettet, dessen Figuren Leben atmen. Schönes, scheußliches Leben.“ Für „Das Leben danach“ wurden Eva und Volker A. Zahn mit dem Robert-Geisendörfer-Preis, dem Medienpreis der evangelischen Kirche, ausgezeichnet.
Ab September 2017 strahlte das ZDF die von Eva und Volker A. Zahn konzipierte und geschriebene sechsteilige Serie Zarah – Wilde Jahre aus. Das Format erfüllte allerdings nicht die Quoten-Erwartungen des Senders und wurde nach zwei Folgen aus dem Hauptabend-Programm abgezogen und auf ZDFneo weitergesendet. Die Serie spielt in einer fiktiven Zeitschriften-Redaktion zu Beginn der 1970er-Jahre und erzählt vom Kampf einer Feministin gegen Macho-Allüren und männliche Machtstrukturen. Die „Frankfurter Allgemeine Zeitung“ lobte die „gut durchdachte Dramaturgie“ der Serie, und für die „Neue Zürcher Zeitung“ ist „die Kritik am zynischen Medienapparat hier oft ähnlich wie bei Helmut Dietls ‚Kir Royal‘ in harmlosem Gesellschaftsgeplauder verpackt und dabei übrigens nicht weniger scharf formuliert.“ Für die Bücher zur Serie wurden Eva und Volker A. Zahn mit dem Juliane-Bartel-Preis 2018 ausgezeichnet.
Beim 18. Festival des deutschen Films wurden Eva und Volker A. Zahn für ihr bisheriges schriftstellerisches Schaffen mit dem „Ludwigshafener Drehbuchpreis 2022“ ausgezeichnet. Vor 1200 Zuschauern unterstrich Laudator und Festivalleiter Michael Kötz die hohe Qualität der Zahnschen Drehbücher und resümierte: „Diese Kunstwerke zu schaffen, gelingt ihnen immer wieder mit großer Meisterschaft“.
Eva und Volker A. Zahn gehören neben Annette Hess, Kristin Derfler und Orkun Ertener zu den Gründungsmitgliedern der Drehbuchautoren-Initiative Kontrakt 18, eine von zahlreichen Drehbuchautoren unterzeichnete Selbstverpflichtung, die den Autoren mehr kreative Kontrolle im Prozess der Filmherstellung ermöglichen soll.  Nach der Fusion von Kontrakt 18 mit dem Verband Deutscher Drehbuchautoren wurde Volker A. Zahn im Februar 2023 in den Vorstand des neu gegründeten Deutschen Drehbuchverbands (DDV) gewählt.

## Filmografie
- 1993: Bistro, Bistro; Sitcom, 2 Folgen
- 1994–1998: Ein Fall für zwei; Krimiserie, 6 Folgen
- 1995–2006: Die Kommissarin; Krimiserie, 16 Folgen
- 1996–1997: Friedemann Brix – Eine Schwäche für Mord; Krimiserie, 10 Folgen
- 1997: Einsatz Hamburg Süd; Krimiserie, 3 Folgen
- 1997: Koerbers Akte – Tödliches Ultimatum; Regie: Bernd Böhlich
- 1998: Koerbers Akte – Rollenspiel; Regie: Olaf Kreinsen
- 1998: Bella Block: Auf der Jagd; Regie: Markus Imboden
- 1998–2000: Mordkommission; Krimiserie, 8 Folgen
- 1999: No Sex; Regie: Josh Broeker
- 2001–2005: Der Ermittler; Krimiserie, 5 Folgen
- 2002–2019: SOKO Leipzig; Krimiserie, 48 Folgen
- 2002: Kolle – Ein Leben für Liebe und Sex; Regie: Susanne Zanke
- 2002: Ein starkes Team – Kinderträume; Regie: Maris Pfeiffer
- 2003: Ein starkes Team – Blutsbande; Regie: Johannes Grieser
- 2005: Ein starkes Team – Lebende Ziele; Regie: Peter F. Bringmann
- 2005: Plötzlich berühmt; Regie: Oliver Schmitz
- 2006: Ein starkes Team – Sippenhaft; Regie: Johannes Grieser
- 2006: Das Duo – Man lebt nur zweimal; Regie: Jörg Grünler
- 2006: Bella Block: Mord unterm Kreuz Regie: Hans Steinbichler
- 2008: Lutter – Blutsbande; Regie: Peter F. Bringmann, Ko-Autor: Andreas Schmitz
- 2008: Das Duo – Verkauft und verraten; Regie: Marcus Weiler
- 2008: Ihr könnt euch niemals sicher sein; Regie: Nicole Weegmann
- 2009: Ein starkes Team – Das große Fressen; Regie: René Heisig
- 2010: Tatort: Die Unsichtbare; Regie: Johannes Grieser
- 2010: Schurkenstück; Regie: Torsten C. Fischer
- 2011: Das Duo – Liebe und Tod; Regie: Peter Fratzscher
- 2012: Tatort: Scherbenhaufen; Regie: Johannes Grieser
- 2012: Mobbing, Regie: Nicole Weegmann
- seit 2013: Die Chefin – 3 Folgen
- 2014: Tatort: Blackout; Regie: Patrick Winczewski
- 2014: Unter der Haut; Regie: Friedemann Fromm
- 2015: Tatort: Borowski und die Kinder von Gaarden; Regie: Florian Gärtner
- 2017: Zarah – Wilde Jahre (Fernsehserie, 6 Folgen); Regie: Richard Huber
- 2017: Das Leben danach; Regie: Nicole Weegmann
- 2017: Aufbruch ins Ungewisse; Regie: Kai Wessel (Buchmitarbeit: G. Zerhau)
- 2019: Was wir wussten – Risiko Pille; Regie: Isa Prahl
- 2020: Tatort: Borowski und der Fluch der weißen Möwe; Regie: Hüseyin Tabak
- 2021: Goldjungs; Regie: Christoph Schnee
- 2022: Tatort: Hubertys Rache; Regie: Marcus Weiler
- 2022: Tatort: Borowski und die große Wut; Regie: Friederike Jehn
- 2023: Tatort: Abbruchkante; Regie: Torsten C. Fischer
- 2024: Tatort: Siebte Etage; Regie: Hüseyin Tabak
- 2024: Tatort: Colonius; Regie: Charlotte Rolfes

## Auszeichnungen
- 2008: Drehbuch-Sonderpreis beim Fernsehfilmfestival Baden-Baden für Ihr könnt euch niemals sicher sein
- 2009: ver.di-Fernsehpreis für Ihr könnt euch niemals sicher sein
- 2009: Adolf-Grimme-Preis für Ihr könnt euch niemals sicher sein
- 2009: Fipa d’or für das Beste Drehbuch beim Festival international des programmes audiovisuels für Ihr könnt euch niemals sicher sein[14]
- 2013: Einladung zum Fernsehfilmfestival Baden-Baden für Mobbing
- 2014: Nominierung Grimme-Preis für Mobbing[15]
- 2018: Nominierung Grimme-Preis für Das Leben danach[16]
- 2018: Robert-Geisendörfer-Preis für Das Leben danach
- 2018 Juliane-Bartel-Preis für Zarah – Wilde Jahre[12]
- 2020: Marler Medienpreis Menschenrechte für Aufbruch ins Ungewisse
- 2022: Ludwigshafener Drehbuchpreis für das Gesamtwerk beim Festival des deutschen Films